# Konstanty Najder
Konstanty Najder (ur. 24 grudnia 1899 w Wolborzu, zm. 12 marca 1993 w Albany w USA) – polski duchowny metodystyczny, w latach 1941-1948 superintendent Kościoła Metodystycznego w Polsce.

## Okres międzywojenny
Podjął studia w seminarium duchownym Kościoła Katolickiego we Włocławku, lecz ich nie zakończył. Po związaniu się z Misją Metodystów, w 1926 na konferencji Kościoła Metodystycznego w Wilnie uzyskał status duchownego-probatora. W 1928 został ordynowany przez bp. U. V. Darlingtona na diakona. Objął stanowisko asystenta superintendenta Woodarda i do 1930 służył w Poznaniu. W 1930 został mianowany na pastora zboru w Przemyślu. W 1933 ordynowano go w Klarysewie na urząd prezbitera, ze skierowaniem do pracy w zborze w Katowicach. Pięć lat później (1938) bp Arthur J. Moore powierzył mu, jako pierwszemu Polakowi, stanowisko Superintendenta Okręgu Południowego Kościoła Metodystycznego w Polsce.

## Okres okupacji
Po wybuchu II wojny światowej musiał opuścić Katowice. Zamieszkał w Krakowie, gdzie od 1941 organizował pierwsze w tym mieście nabożeństwa metodystyczne w lokalu przy ul. Stradom 11. Wobec internowania przez władze Generalnego Gubernatorstwa amerykańskich duchownych metodystycznych łącznie z superintendentem naczelnym Gaitherem P. Warfieldem, jako jedyny pełniący urząd superintendenta duchowny objął w 1941 kierownictwo Kościoła w GG i osiadł w Warszawie. Opuścił Warszawę po powstaniu, dostał się do obozu przejściowego w Pruszkowie a następnie zamieszkał w Podkowie Leśnej, w domu Aleksandra Enholca, dyrektora Brytyjskiego i Zagranicznego Towarzystwa Biblijnego w Polsce.

## Działalność powojenna w Polsce
Kierował odbudową Kościoła Metodystycznego w okresie względnej swobody religijnej w rządzonej przez komunistów Polsce powojennej. Był prezesem założonej w 1945 Rady Kościołów Protestanckich w Polsce. Przewodził akcji akcją przejmowania przez metodystów parafii dawnego Ewangelickiego Kościoła Unijnego na Mazurach, głównie związanych z ruchem gromadkarskim. Był jednym z inicjatorów Chrześcijańskiej Rady Ekumenicznej.

## Działalność w USA
W 1948 pod pretekstem chęci uzupełnienia studiów wyjechał do Stanów Zjednoczonych, skąd już nie powrócił do Polski. Oddał się pracy misyjnej i duszpasterskiej. Został założycielem Kościoła Wszystkich Narodów w Nowym Jorku, zajmującego się posługą na rzecz wiernych z krajów słowiańskich, w tym Polaków.

## Życie osobiste i pochówek
W okresie międzywojennym ożenił się. Był stryjem Zdzisława Najdera. Urna z jego prochami została złożona w kaplicy metodystycznej w Katowicach przy ul. Reymonta 4.